# Italijanski pravosodni sistem
Osnova italijanskega pravosodnega sistema je v dekretu št. 12 z dne 30. januarja 1941, ki ga je leta 1942 ustavodajna skupščina v celoti sprejela za novonastalo republiko. Zakon je bil v teku desetletij večkrat predelan in obnovljen. Zadnje popravke sta dodala zakona 150/2005 (imenovan reforma Castelli) in 111/2007 (imenovan reforma Mastella).

## Splošno pravosodje
Splošno pravosodje obravnava civilne in kazenske prestopke. 
Civilni prestopek nastane med privatnimi osebki, ki se obrnejo na mirovnega sodnika ali na tribunal (prva stopnja), na prizivno sodišče (druga stopnja) in na kasacijsko sodišče (tretja in definitivna stopnja). 
Kazenski prestopek je zločin nad skupnostjo in postopek se odvija med državnim tožilcem, ki zastopa obtožnico, in obtožencem, ki se mora braniti. V prvi stopnji je obravnava pred mirovnim sodnikom (za manjše prestopke) oziroma pred tribunalom ali porotnim sodiščem (za težke prekrške, na primer umor). Proti obsodbam mirovnega sodnika je mogoč priziv (druga stopnja) pri tribunalu. Proti obsodbam tribunala ali porotnega sodišča v prvi stopnji je mogoč priziv na prizivno sodišče (za manjše prestopke) ali na prizivno porotno sodišče (za težke prekrške). Proti obsodbam prizivnih sodišč je mogoča samo zahteva, da kasacijsko sodišče (tretja stopnja) preveri pravilnost opravljenih postopkov. V primeru, da je bila ugotovljena kaka proceduralna netočnost, se mora sodni postopek ponoviti. Odločitev kasacijskega sodišča je definitivna. 

## Izredno pravosodje
Izredno pravosodje zajema administrativno, računsko, davčno in vojaško sodstvo.
Administrativno sodstvo se bavi s postopki, ki zadevajo javne ustanove, tudi v slučaju tožb s strani privatnikov, in sicer v prvi stopnji je pristojno Deželno administrativno sodišče (Tribunale Amministrativo Regionale ali TAR), v drugi stopnji Državni svet.
Računsko sodstvo sodi prestopke v javni administraciji in državnih ustanovah, v prvi stopnji deželni sodnik pri Računskem sodišču, v drugi stopnji državni odsek Računskega sodišča.
Davčno sodstvo je v rokah davčnih komisij pri pokrajinskih upravah (za prvo stopnjo) in davčnih komisij pri deželnih upravah (za drugo stopnjo). V slučaju proceduralnih nepravilnosti gre sodni postopek naravnost na Kasacijsko sodišče. Davčno sodstvo je pristojno tudi za prizive privatnikov proti odločitvam Administrativnega sodstva.
Vojaško sodstvo se v času miru bavi s prestopki pripadnikov Državnih oboroženih sil. V času vojne veljajo za Vojaško sodstvo posebni zakoni, ki določajo tudi pristojnost specifičnih sodnikov.